# جافينو جوليا
جافينو جوليا (بالإنجليزية: Gavino Gulia)‏ (1835–1889) هو عالم نبات مالطي راحل، ومؤلف كتب عن النبيت في مالطا.